# Chernobylite
Chernobylite est un jeu vidéo de survie de science-fiction développé par le studio polonais The Farm 51. Il est sorti le 29 juillet 2021 sur Microsoft Windows via les plateformes Epic Games, GOG.com et Steam, puis le 28 septembre 2021 sur PlayStation 4 et Xbox One et le 21 avril 2022 sur PlayStation 5 et Xbox Series.

## Scénario et univers
Ancien ingénieur de la centrale de Tchernobyl, Igor est assailli par des visions mystérieuses où lui apparaît sa fiancée Tatyana disparue sans laisser de traces lors de la catastrophe de 1986.   
Trente ans plus tard, Igor rejoint la zone d'exclusion accompagné des traqueurs Anton et Olivier pour récolter de la chernobylite, un minerai rare capable de créer des passages à travers l'espace et le temps grâce auquel il espère rejoindre la femme qu'il n'a jamais réussi à oublier.  
Le trio s'infiltre dans la centrale normalement désaffectée et parvient jusqu'à la salle de contrôle et Igor arrive à récupérer un morceau de chernobylite avant qu'un puissant stalker entièrement vêtu de noir surgisse d'un trou de ver et ne tue Anton, blessant également Olivier.   
Igor arrive toutefois à générer un portail dimensionnel et à emmener in extremis avec lui son compagnon.    
Toujours hanté par ses visions de Tatyana, Igor entame alors sa quête dans une zone devenue plus hostile que jamais, entre mercenaires du NAR et créatures mutantes nées de la catastrophe de 1986.

## Système de jeu
Le but final d'Igor incarné par le joueur est de mettre sur pied une équipe capable de l'aider à pénétrer à l’intérieur de la centrale de Tchernobyl.  
Le joueur va devoir explorer la zone d'exclusion de la région de Tchernobyl et y récupérer des fournitures et des outils (plantes, champignons, pièces mécaniques, carburant, etc.) grâce auxquels il pourra améliorer son camp de base. Ce dernier est le repaire du joueur et de ses alliés. On peut y construire des outils de productions (d'armes, de médicaments, de recyclage, etc.) ainsi que des éléments de confort (poêle, lits, recyclage de l'air, etc.), l'état du camp de base ayant une influence directe sur le moral et la santé du groupe que constituera Igor. À chaque retour de mission, le joueur doit également distribuer des rations de nourriture (aucune ration, demi-ration, ration simple ou double ration) et soigner les éventuelles blessures de ses compagnons. Là encore, les choix et les moyens du joueur influeront directement le moral et les performances de l'équipe. 
Outre la collecte d'équipements et l'amélioration de sa base, le recrutement d'alliés est capital pour accomplir la quête finale. Les différents personnages croisés durant l'aventure peuvent être recrutés. Chacun possède sa propre personnalité, ses qualités et ses défauts et peut également enseigner à Igor des techniques pour le rendre plus efficace : améliorer sa discrétion, être plus efficace dans le maniement des armes, pouvoir mieux gérer son inventaire.
Chaque jour, le joueur doit choisir une mission et a également la possibilité d'en attribuer une à ses compagnons. Lors de ses missions, le joueur croisera des stalkers explorant la zone et avec lesquels il sera possible de commercer ou d'obtenir des renseignements. Il est également possible de recruter certains des personnages croisés et de les installer dans notre base où ils fourniront une aide (accomplissement de missions, entraînement, etc.). Le joueur croisera dans la zone des mercenaires du NAR qui quadrillent la zone. Il est souvent possible de les éviter, de les éliminer discrètement au corps à corps, mais aussi d'engager directement le combat à l'arme à feu. 
Outre les mercenaires du NAR, la zone d'exclusion abrite d'étranges menaces surnaturelles, en raison de la chernobylite apparue après la catastrophe nucléaire. À mesure de sa progression et de ses actions, le joueur gagne des points de compétence qu'il peut utiliser pour s'entraîner à la base et débloquer des capacités supplémentaires, comme améliorer ses déplacements silencieux, le maniement des armes à feu, le combat à mains nues, etc.
Un point de gameplay important est le système de prise de décisions. Le joueur est régulièrement obligé de prendre des décisions qui peut affecter l'histoire du jeu. N'importe quel personnage peut ainsi mourir et n'importe quelle tâche peut échouer. De même, n'importe quel allié peut se transformer en ennemi et inversement.

## Développement
Chernobylite est développé par le studio polonais The Farm 51. 
La carte du jeu a été développée à partir de scans 3D et de recréations de la zone d'exclusion de Tchernobyl en Ukraine.
Pour financer le développement du jeu, The Farm 51 avait lancé une campagne de financement participatif Kickstarter qui visait initialement la somme de 100 000 dollars. Finalement, ce sont 148 000 dollars qui ont été récoltés à la date du 1er mai 2019. Les partisans de la campagne ont reçu une version de démonstration jouable du jeu avec 1 à 2 heures de jeu pré-alpha.
Fin 2020, le studio polonais conclut un contrat avec l'éditeur All In! Games pour porter le jeu sur consoles.
Début 2021, le jeu est toujours en développement, mais les développeurs estiment qu'il est presque finalisé.
Le jeu sort sur PC le 29 juillet 2021 sur les plateformes Epic Games, GOG.com et Steam. Le jeu sort ensuite le 28 septembre 2021 sur PlayStation 4 et Xbox One, puis le 21 avril 2022 sur PlayStation 5 et Xbox Series.

## Réception critique
Chernobylite reçoit un accueil positif à sa sortie. 
Le site Gameblog lui donne la note de 8 sur 10, le désignant comme étant "clairement la bonne surprise de l'été" et que si la base de son gameplay n'apporte rien de nouveau au genre, le jeu propose des nouveautés inédites (comme la possibilité de revenir sur des choix précédents), un scénario et une ambiance très réussis et des décisions prises par le joueur qui ont un réel impact sur les événements.
Jeux Vidéo Live est également très positif, avec une note de 15 sur 20. Dans son bilan, le testeur reconnaît l'aspect complet du jeu qui mélange FPS et RPG de manière plutôt efficace.
Jeuxvideo.com donne une note de 14 sur 20 à Chernobylite, mettant en avant l'ambiance et l’atmosphère du jeu, regrettant seulement une partie FPS moins réussie.
GamerGen est un peu plus nuancé avec une note de 13 sur 20. Le testeur reconnaît des personnages charismatiques et une ambiance très bien travaillée entre autres, mais ne trouve pas le jeu assez abouti dans sa partie RPG et estime que les combats à l'arme à feu manquent d'impact.

## Développements ultérieurs
Après sa sortie, Chernobylite continue d'être amélioré par son équipe de développement: correction de bugs, ajouts de nouveaux environnements ou éléments cosmétiques, de nouveaux types d'ennemis, etc. En février 2022, une arbalète est ajoutée à l'arsenal du joueur. 
À la suite de l'invasion de l'Ukraine par la Russie, le studio propose le Charity Pack qui offre quatre fonds d'écran, deux posters du jeu à imprimer soi-même ainsi qu'une carte signée par l'équipe du studio. Les revenus générés sont reversés progressivement à la Pure Heart Foundation,  une organisation caritative à but non lucratif qui dispense de l'aide médicale et humanitaire aux victimes affectées par la guerre en Ukraine.
Le 13 août 2024, The Farm 51 annonce Chernobylite 2 Exclusion Zone pour 2025.